# Paolo Boi
Paolo Boi, detto il Siracusano (Siracusa, 1528 – Napoli, 1598), è stato uno scacchista italiano del secolo XVI.

## Biografia
Proveniente da nobile famiglia, d'ingegno vivacissimo – fu poeta, marinaio e soldato – si diede prestissimo agli scacchi. In virtù della sua patria natia, venne nei suoi lunghi viaggi conosciuto come il Siracusano. Divenne noto e benvoluto presso il pontefice Pio V e molti principi italiani, fra cui il Duca di Urbino, il quale lo tenne alla sua corte per diversi anni.
Esportò la sua passione per gli scacchi anche in Spagna e in Portogallo, alla presenza di Filippo II e di Re Sebastiano I rispettivamente, ottenendo il favore di ambedue oltre a notevoli entrate e privilegi: Filippo II, ad esempio, lo prese a ben volere donandogli le rendite di alcune giurisdizioni della città aretusea. 

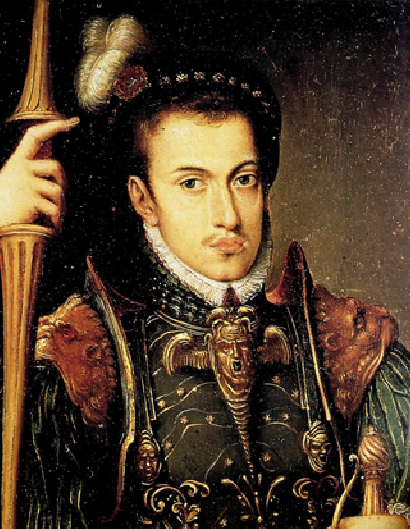
Il re del Portogallo, Sebastiano I che giocò contro il Siracusano, aiutandolo persino ad alzarsi durante la partita (ignorando l'etichetta reale)

Uomo inquieto e grande viaggiatore, si confrontò a scacchi pure con i Turchi Ottomani in Ungheria, dove – pare prigioniero – riuscì a guadagnarsi la libertà.
Dopo aver vissuto a Venezia e in Spagna,  morì nel 1598 a Napoli (presso il palazzo di Carlo Gesualdo principe di Venosa, in un'accademia da Boi fondata) in circostanze mai chiarite: forse avvelenato da un suo servo oppure di morte naturale, o ancora per malesseri di stomaco. Di certo ebbe esequie solenni, cui presero parte molti aristocratici napoletani.
Così lo descrisse lo scacchista parigino Jules Arnous de Rivière:
(Jules Arnous de Rivière, Nuovo manuale illustrato del giuoco degli scacchi: leggi e principi, classificazione degli esordi e fini delle partite, partite modelli ecc., ecc., studi e nuove osservazioni, 1876, p. 53.)

## Eredità
A Siracusa è stata istituita l'Associazione Scacchistica Paolo Boi, i cui soci sono attivi ancora oggi. Il circolo ha sede in Via Piave, 112 a Siracusa .